# Mistrzostwa Azji w Piłce Siatkowej Kobiet 2015
Mistrzostwa Azji w piłce siatkowej kobiet 2015 – rozgrywane są w Chinach w dniach 20-28 maja 2015. Zespoły rywalizują w Tiencinie. O tytuł mistrzowski rywalizowało 14 czołowych krajowych reprezentacji. Dwie reprezentacje wycofały się z turnieju przed rozpoczęciem.

## Rozgrywki grupowe
| Grupa A                         | Grupa B                                              | Grupa C                                        | Grupa D                                                |
| ------------------------------- | ---------------------------------------------------- | ---------------------------------------------- | ------------------------------------------------------ |
| Chiny · Iran · Fidżi* · Indie · | Tajlandia · Chińskie Tajpej · Hongkong · Sri Lanka · | Japonia · Wietnam · Mongolia · Turkmenistan* · | Korea Południowa · Kazachstan · Australia · Filipiny · |

* wycofały się

### Pierwsza faza grupowa

#### Grupa A
Tabela
| Lp. | Drużyna | Mecze | Mecze   | Mecze   | Pkt | Sety | Sety | Sety  | Małe punkty | Małe punkty | Małe punkty |
| Lp. | Drużyna | M     | W (3:2) | P (2:3) | Pkt | wyg. | prz. | ratio | zdob.       | str.        | ratio       |
| --- | ------- | ----- | ------- | ------- | --- | ---- | ---- | ----- | ----------- | ----------- | ----------- |
| 1   | Chiny   | 2     | 2 (0)   | 0 (0)   | 6   | 6    | 0    | MAX   | 150         | 68          | 2.206       |
| 2   | Iran    | 2     | 1 (0)   | 1 (0)   | 3   | 3    | 4    | 0.750 | 131         | 158         | 0.829       |
| 3   | Indie   | 2     | 0 (0)   | 2 (0)   | 0   | 1    | 6    | 0.167 | 115         | 170         | 0.676       |

Źródło: asianvolleyball.org
Punktacja: 3:0 i 3:1 – 3 pkt; 3:2 – 2 pkt; 2:3 – 1 pkt; 1:3 i 0:3 – 0 pkt
Zasady ustalania kolejności: 1. liczba zwycięstw; 2. liczba punktów; 3. stosunek setów; 4. stosunek małych punktów; 5. bilans w bezpośrednich meczach
     walka o miejsca 1-8
     walka o miejsca 9-16
Wyniki
| Data  | Godz. | Drużyna 1 | Wynik | Drużyna 2 | 1     | 2     | 3     | 4     | 5 | Widzów | * |
| ----- | ----- | --------- | ----- | --------- | ----- | ----- | ----- | ----- | - | ------ | - |
| 20.05 | 13:30 | Indie     | 1:3   | Iran      | 25:20 | 17:25 | 20:25 | 21:25 |   | 1000   | 2 |
| 21.05 | 13:30 | Chiny     | 3:0   | Indie     | 25:8  | 25:12 | 25:12 |       |   | 4000   | 3 |
| 22.05 | 13:30 | Chiny     | 3:0   | Iran      | 25:15 | 25:9  | 25:12 |       |   | 4100   | 4 |

#### Grupa B
Tabela
| Lp. | Drużyna         | Mecze | Mecze   | Mecze   | Pkt | Sety | Sety | Sety  | Małe punkty | Małe punkty | Małe punkty |
| Lp. | Drużyna         | M     | W (3:2) | P (2:3) | Pkt | wyg. | prz. | ratio | zdob.       | str.        | ratio       |
| --- | --------------- | ----- | ------- | ------- | --- | ---- | ---- | ----- | ----------- | ----------- | ----------- |
| 1   | Tajlandia       | 3     | 3 (0)   | 0 (0)   | 9   | 9    | 0    | MAX   | 225         | 108         | 2.083       |
| 2   | Chińskie Tajpej | 3     | 2 (0)   | 1 (0)   | 6   | 6    | 3    | 2.000 | 205         | 147         | 1.395       |
| 3   | Hongkong        | 3     | 1 (0)   | 2 (0)   | 3   | 3    | 6    | 0.500 | 127         | 216         | 0.588       |
| 4   | Sri Lanka       | 3     | 0 (0)   | 3 (0)   | 0   | 0    | 9    | 0.000 | 139         | 225         | 0.618       |

Źródło: asianvolleyball.org
Punktacja: 3:0 i 3:1 – 3 pkt; 3:2 – 2 pkt; 2:3 – 1 pkt; 1:3 i 0:3 – 0 pkt
Zasady ustalania kolejności: 1. liczba zwycięstw; 2. liczba punktów; 3. stosunek setów; 4. stosunek małych punktów; 5. bilans w bezpośrednich meczach
     walka o miejsca 1-8
     walka o miejsca 9-16
Wyniki
| Data  | Godz. | Drużyna 1       | Wynik | Drużyna 2       | 1      | 2     | 3     | 4     | 5 | Widzów | * |
| ----- | ----- | --------------- | ----- | --------------- | ------ | ----- | ----- | ----- | - | ------ | - |
| 20.05 | 06:00 | Sri Lanka       | 0:3   | Hongkong        | 21:25  | 23:25 | 22:25 |       |   | 300    | 2 |
| 20.05 | 08:00 | Chińskie Tajpej | 0:3   | Tajlandia       | volley | 18:25 | 18:25 | 19:25 |   | 4000   | 2 |
| 21.05 | 06:00 | Tajlandia       | 3:0   | Hongkong        | 25:7   | 25:6  | 25:10 |       |   | 200    | 3 |
| 21.05 | 06:00 | Chińskie Tajpej | 3:0   | Sri Lanka       | volley | 25:10 | 25:23 | 25:10 |   | 1500   | 3 |
| 22.05 | 06:00 | Hongkong        | 0:3   | Chińskie Tajpej | volley | 8:25  | 16:25 | 5:25  |   | 1500   | 4 |
| 22.05 | 10:00 | Sri Lanka       | 0:3   | Tajlandia       | 17:25  | 9:25  | 4:25  |       |   | 150    | 4 |

#### Grupa C
Tabela
| Lp. | Drużyna  | Mecze | Mecze   | Mecze   | Pkt | Sety | Sety | Sety  | Małe punkty | Małe punkty | Małe punkty |
| Lp. | Drużyna  | M     | W (3:2) | P (2:3) | Pkt | wyg. | prz. | ratio | zdob.       | str.        | ratio       |
| --- | -------- | ----- | ------- | ------- | --- | ---- | ---- | ----- | ----------- | ----------- | ----------- |
| 1   | Wietnam  | 2     | 2 (1)   | 0 (0)   | 5   | 6    | 2    | 3.000 | 181         | 155         | 1.168       |
| 2   | Japonia  | 2     | 1 (0)   | 1 (1)   | 4   | 5    | 3    | 1.667 | 185         | 152         | 1.217       |
| 3   | Mongolia | 2     | 0 (0)   | 2 (0)   | 0   | 0    | 6    | 0.000 | 91          | 150         | 0.607       |

Źródło: asianvolleyball.org
Punktacja: 3:0 i 3:1 – 3 pkt; 3:2 – 2 pkt; 2:3 – 1 pkt; 1:3 i 0:3 – 0 pkt
Zasady ustalania kolejności: 1. liczba zwycięstw; 2. liczba punktów; 3. stosunek setów; 4. stosunek małych punktów; 5. bilans w bezpośrednich meczach
     walka o miejsca 1-8
     walka o miejsca 9-16
Wyniki
| Data  | Godz. | Drużyna 1 | Wynik | Drużyna 2 | 1     | 2     | 3     | 4     | 5     | Widzów | * |
| ----- | ----- | --------- | ----- | --------- | ----- | ----- | ----- | ----- | ----- | ------ | - |
| 20.05 | 06:00 | Wietnam   | 3:2   | Japonia   | 16:25 | 22:25 | 25:22 | 25:22 | 18:16 | 3000   | 2 |
| 21.05 | 08:00 | Wietnam   | 3:0   | Mongolia  | 25:18 | 25:14 | 25:13 |       |       | 2000   | 3 |
| 22.05 | 06:00 | Mongolia  | 0:3   | Japonia   | 20:25 | 15:25 | 11:25 |       |       | 100    | 4 |

#### Grupa D
Tabela
| Lp. | Drużyna          | Mecze | Mecze   | Mecze   | Pkt | Sety | Sety | Sety  | Małe punkty | Małe punkty | Małe punkty |
| Lp. | Drużyna          | M     | W (3:2) | P (2:3) | Pkt | wyg. | prz. | ratio | zdob.       | str.        | ratio       |
| --- | ---------------- | ----- | ------- | ------- | --- | ---- | ---- | ----- | ----------- | ----------- | ----------- |
| 1   | Korea Południowa | 3     | 3 (0)   | 0 (0)   | 9   | 9    | 1    | 9.000 | 249         | 145         | 1.717       |
| 2   | Kazachstan       | 3     | 2 (0)   | 1 (0)   | 6   | 6    | 3    | 2.000 | 210         | 157         | 1.338       |
| 3   | Australia        | 3     | 1 (0)   | 2 (0)   | 3   | 4    | 7    | 0.571 | 209         | 251         | 0.833       |
| 4   | Filipiny         | 3     | 0 (0)   | 3 (0)   | 0   | 1    | 9    | 0.111 | 134         | 249         | 0.538       |

Źródło: asianvolleyball.org
Punktacja: 3:0 i 3:1 – 3 pkt; 3:2 – 2 pkt; 2:3 – 1 pkt; 1:3 i 0:3 – 0 pkt
Zasady ustalania kolejności: 1. liczba zwycięstw; 2. liczba punktów; 3. stosunek setów; 4. stosunek małych punktów; 5. bilans w bezpośrednich meczach
     walka o miejsca 1-8
     walka o miejsca 9-16
Wyniki
| Data  | Godz. | Drużyna 1        | Wynik | Drużyna 2        | 1     | 2     | 3     | 4     | 5 | Widzów | * |
| ----- | ----- | ---------------- | ----- | ---------------- | ----- | ----- | ----- | ----- | - | ------ | - |
| 20.05 | 10:00 | Filipiny         | 1:3   | Australia        | 18:25 | 18:25 | 26:24 | 15:25 |   | 650    | 2 |
| 20.05 | 13:30 | Kazachstan       | 0:3   | Korea Południowa | 22:25 | 16:25 | 22:25 |       |   | 650    | 2 |
| 21.05 | 10:00 | Australia        | 1:3   | Korea Południowa | 11:25 | 26:24 | 11:25 | 14:25 |   | 300    | 3 |
| 21.05 | 10:00 | Kazachstan       | 3:0   | Filipiny         | 25:11 | 25:10 | 25:13 |       |   | 500    | 3 |
| 22.05 | 10:00 | Korea Południowa | 3:0   | Filipiny         | 25:8  | 25:7  | 25:8  |       |   | 1200   | 4 |
| 22.05 | 13:30 | Kazachstan       | 3:0   | Australia        | 25:17 | 25:14 | 25:17 |       |   | 1400   | 4 |

### Druga faza grupowa

#### Grupa E
Tabela
| Lp. | Drużyna | Mecze | Mecze   | Mecze   | Pkt | Sety | Sety | Sety  | Małe punkty | Małe punkty | Małe punkty |
| Lp. | Drużyna | M     | W (3:2) | P (2:3) | Pkt | wyg. | prz. | ratio | zdob.       | str.        | ratio       |
| --- | ------- | ----- | ------- | ------- | --- | ---- | ---- | ----- | ----------- | ----------- | ----------- |
| 1   | Chiny   | 3     | 3 (0)   | 0 (0)   | 9   | 9    | 0    | MAX   | 225         | 112         | 2.009       |
| 2   | Wietnam | 3     | 2 (2)   | 1 (0)   | 4   | 6    | 7    | 0.857 | 251         | 289         | 0.869       |
| 3   | Japonia | 3     | 1 (0)   | 2 (1)   | 4   | 5    | 6    | 0.833 | 228         | 235         | 0.970       |
| 4   | Iran    | 3     | 0 (0)   | 3 (1)   | 1   | 2    | 9    | 0.222 | 194         | 262         | 0.740       |

Źródło: asianvolleyball.org
Punktacja: 3:0 i 3:1 – 3 pkt; 3:2 – 2 pkt; 2:3 – 1 pkt; 1:3 i 0:3 – 0 pkt
Zasady ustalania kolejności: 1. liczba zwycięstw; 2. liczba punktów; 3. stosunek setów; 4. stosunek małych punktów; 5. bilans w bezpośrednich meczach
     awans do ćwierćfinału
Wyniki
| Data  | Godz. | Drużyna 1 | Wynik | Drużyna 2 | 1     | 2     | 3     | 4     | 5     | Widzów | * |
| ----- | ----- | --------- | ----- | --------- | ----- | ----- | ----- | ----- | ----- | ------ | - |
| 23.05 | 06:00 | Iran      | 2:3   | Wietnam   | 25:21 | 17:25 | 28:26 | 22:25 | 12:15 | 600    | 5 |
| 23.05 | 13:30 | Chiny     | 3:0   | Japonia   | 25:19 | 25:14 | 25:10 |       |       | 5500   | 5 |
| 24.05 | 10:00 | Iran      | 0:3   | Japonia   | 19:25 | 19:25 | 16:25 |       |       | 500    | 6 |
| 24.05 | 13:30 | Chiny     | 3:0   | Wietnam   | 25:11 | 25:11 | 25:11 |       |       | 4500   | 6 |

#### Grupa F
Tabela
| Lp. | Drużyna          | Mecze | Mecze   | Mecze   | Pkt | Sety | Sety | Sety  | Małe punkty | Małe punkty | Małe punkty |
| Lp. | Drużyna          | M     | W (3:2) | P (2:3) | Pkt | wyg. | prz. | ratio | zdob.       | str.        | ratio       |
| --- | ---------------- | ----- | ------- | ------- | --- | ---- | ---- | ----- | ----------- | ----------- | ----------- |
| 1   | Korea Południowa | 3     | 3 (1)   | 0 (0)   | 8   | 9    | 2    | 4.500 | 254         | 208         | 1.221       |
| 2   | Tajlandia        | 3     | 2 (0)   | 1 (1)   | 7   | 8    | 3    | 2.667 | 247         | 191         | 1.293       |
| 3   | Chińskie Tajpej  | 3     | 1 (1)   | 2 (0)   | 2   | 3    | 8    | 0.375 | 201         | 246         | 0.817       |
| 4   | Kazachstan       | 3     | 0 (0)   | 3 (1)   | 1   | 2    | 9    | 0.222 | 188         | 196         | 0.959       |

Źródło: asianvolleyball.org
Punktacja: 3:0 i 3:1 – 3 pkt; 3:2 – 2 pkt; 2:3 – 1 pkt; 1:3 i 0:3 – 0 pkt
Zasady ustalania kolejności: 1. liczba zwycięstw; 2. liczba punktów; 3. stosunek setów; 4. stosunek małych punktów; 5. bilans w bezpośrednich meczach
     awans do ćwierćfinału
Wyniki
| Data  | Godz. | Drużyna 1       | Wynik | Drużyna 2        | 1     | 2     | 3     | 4     | 5     | Widzów | * |
| ----- | ----- | --------------- | ----- | ---------------- | ----- | ----- | ----- | ----- | ----- | ------ | - |
| 23.05 | 08:00 | Tajlandia       | 3:0   | Kazachstan       | 25:11 | 25:9  | 25:12 |       |       | 4500   | 5 |
| 23.05 | 10:00 | Chińskie Tajpej | 0:3   | Korea Południowa | 12:25 | 20:25 | 19:25 |       |       | 500    | 5 |
| 24.05 | 06:00 | Chińskie Tajpej | 3:2   | Kazachstan       | 25:10 | 25:22 | 15:25 | 23:25 | 16:14 | 250    | 6 |
| 24.05 | 08:00 | Tajlandia       | 2:3   | Korea Południowa | 25:21 | 17:25 | 25:18 | 19:25 | 11:15 | 600    | 6 |

#### Grupa G
Tabela
| Lp. | Drużyna  | Mecze | Mecze   | Mecze   | Pkt | Sety | Sety | Sety  | Małe punkty | Małe punkty | Małe punkty |
| Lp. | Drużyna  | M     | W (3:2) | P (2:3) | Pkt | wyg. | prz. | ratio | zdob.       | str.        | ratio       |
| --- | -------- | ----- | ------- | ------- | --- | ---- | ---- | ----- | ----------- | ----------- | ----------- |
| 1   | Indie    | 1     | 1 (0)   | 0 (0)   | 3   | 3    | 0    | MAX   | 75          | 49          | 1.531       |
| 2   | Mongolia | 1     | 0 (0)   | 1 (0)   | 0   | 0    | 3    | 0.000 | 49          | 75          | 0.653       |

Źródło: asianvolleyball.org
Punktacja: 3:0 i 3:1 – 3 pkt; 3:2 – 2 pkt; 2:3 – 1 pkt; 1:3 i 0:3 – 0 pkt
Zasady ustalania kolejności: 1. liczba zwycięstw; 2. liczba punktów; 3. stosunek setów; 4. stosunek małych punktów; 5. bilans w bezpośrednich meczach
     walka o miejsca 9-12
     walka o miejsca 13-16
Wyniki
| Data  | Godz. | Drużyna 1 | Wynik | Drużyna 2 | 1     | 2     | 3     | 4 | 5 | Widzów | * |
| ----- | ----- | --------- | ----- | --------- | ----- | ----- | ----- | - | - | ------ | - |
| 24.05 | 06:00 | Indie     | 3:0   | Mongolia  | 25:18 | 25:15 | 25:16 |   |   | 2000   | 6 |

#### Grupa H
Tabela
| Lp. | Drużyna   | Mecze | Mecze   | Mecze   | Pkt | Sety | Sety | Sety  | Małe punkty | Małe punkty | Małe punkty |
| Lp. | Drużyna   | M     | W (3:2) | P (2:3) | Pkt | wyg. | prz. | ratio | zdob.       | str.        | ratio       |
| --- | --------- | ----- | ------- | ------- | --- | ---- | ---- | ----- | ----------- | ----------- | ----------- |
| 1   | Australia | 3     | 3 (1)   | 0 (0)   | 8   | 9    | 4    | 2.250 | 298         | 272         | 1.096       |
| 2   | Filipiny  | 3     | 2 (1)   | 1 (0)   | 5   | 7    | 6    | 1.167 | 275         | 270         | 1.019       |
| 3   | Hongkong  | 3     | 1 (0)   | 2 (1)   | 4   | 6    | 6    | 1.000 | 256         | 262         | 0.977       |
| 4   | Sri Lanka | 3     | 0 (0)   | 3 (1)   | 1   | 3    | 9    | 0.333 | 251         | 276         | 0.909       |

Źródło: asianvolleyball.org
Punktacja: 3:0 i 3:1 – 3 pkt; 3:2 – 2 pkt; 2:3 – 1 pkt; 1:3 i 0:3 – 0 pkt
Zasady ustalania kolejności: 1. liczba zwycięstw; 2. liczba punktów; 3. stosunek setów; 4. stosunek małych punktów; 5. bilans w bezpośrednich meczach
     walka o miejsca 9-12
     walka o miejsca 13-16
Wyniki
| Data  | Godz. | Drużyna 1 | Wynik | Drużyna 2 | 1     | 2     | 3     | 4     | 5     | Widzów | * |
| ----- | ----- | --------- | ----- | --------- | ----- | ----- | ----- | ----- | ----- | ------ | - |
| 23.05 | 08:00 | Hongkong  | 2:3   | Filipiny  | 25:21 | 25:18 | 20:25 | 16:25 | 11:15 | 900    | 5 |
| 23.05 | 10:00 | Sri Lanka | 2:3   | Australia | 22:25 | 19:25 | 25:19 | 25:16 | 20:22 | 700    | 5 |
| 24.05 | 08:00 | Hongkong  | 1:3   | Australia | 17:25 | 25:27 | 25:15 | 17:25 |       | 3000   | 6 |
| 24.05 | 10:00 | Sri Lanka | 1:3   | Filipiny  | 14:25 | 25:19 | 18:25 | 17:25 |       | 660    | 6 |

## Runda pucharowa

### Mecze o miejsca 9-12
| Data  | Godz. | Drużyna 1 | Wynik | Drużyna 2 | 1     | 2     | 3     | 4     | 5 | Widzów | * |
| ----- | ----- | --------- | ----- | --------- | ----- | ----- | ----- | ----- | - | ------ | - |
| 26.05 | 06:00 | Indie     | 3:0   | Filipiny  | 27:25 | 25:13 | 25:20 |       |   |        |   |
| 26.05 | 08:00 | Australia | 3:1   | Mongolia  | 25:20 | 24:26 | 25:15 | 25:19 |   |        |   |

### Mecz o 11. miejsce
| Data  | Godz. | Drużyna 1 | Wynik | Drużyna 2 | 1     | 2     | 3     | 4     | 5 | Widzów | * |
| ----- | ----- | --------- | ----- | --------- | ----- | ----- | ----- | ----- | - | ------ | - |
| 27.05 | 06:00 | Filipiny  | 1:3   | Mongolia  | 18:25 | 13:25 | 30:28 | 22:25 |   |        |   |

### Mecz o 9. miejsce
| Data  | Godz. | Drużyna 1 | Wynik | Drużyna 2 | 1     | 2     | 3     | 4     | 5     | Widzów | * |
| ----- | ----- | --------- | ----- | --------- | ----- | ----- | ----- | ----- | ----- | ------ | - |
| 27.05 | 08:00 | Indie     | 2:3   | Australia | 18:25 | 25:16 | 25:22 | 17:25 | 13:15 |        |   |

### Ćwierćfinały
| Data  | Godz. | Drużyna 1        | Wynik | Drużyna 2       | 1     | 2     | 3     | 4     | 5 | Widzów | * |
| ----- | ----- | ---------------- | ----- | --------------- | ----- | ----- | ----- | ----- | - | ------ | - |
| 26.05 | 06:00 | Wietnam          | 0:3   | Chińskie Tajpej | 18:25 | 20:25 | 19:25 |       |   |        |   |
| 26.05 | 08:00 | Tajlandia        | 3:0   | Japonia         | 25:16 | 25:15 | 25:14 |       |   |        |   |
| 26.05 | 10:00 | Chiny            | 3:0   | Kazachstan      | 25:13 | 25:11 | 25:11 |       |   |        |   |
| 26.05 | 13:30 | Korea Południowa | 3:1   | Iran            | 25:17 | 22:25 | 25:17 | 25:14 |   |        |   |

### Mecze o miejsca 5-8
| Data  | Godz. | Drużyna 1  | Wynik | Drużyna 2 | 1     | 2     | 3     | 4     | 5 | Widzów | * |
| ----- | ----- | ---------- | ----- | --------- | ----- | ----- | ----- | ----- | - | ------ | - |
| 27.05 | 06:00 | Iran       | 1:3   | Wietnam   | 25:18 | 18:25 | 22:25 | 18:25 |   |        |   |
| 27.05 | 08:00 | Kazachstan | 0:3   | Japonia   | 20:25 | 18:25 | 16:25 |       |   |        |   |

### Mecz o 7. miejsce
| Data  | Godz. | Drużyna 1  | Wynik | Drużyna 2 | 1     | 2     | 3     | 4 | 5 | Widzów | * |
| ----- | ----- | ---------- | ----- | --------- | ----- | ----- | ----- | - | - | ------ | - |
| 28.05 | 06:00 | Kazachstan | 3:0   | Iran      | 25:21 | 25:18 | 25:19 |   |   |        |   |

### Mecz o 5. miejsce
| Data  | Godz. | Drużyna 1 | Wynik | Drużyna 2 | 1     | 2     | 3     | 4     | 5 | Widzów | * |
| ----- | ----- | --------- | ----- | --------- | ----- | ----- | ----- | ----- | - | ------ | - |
| 28.05 | 08:00 | Japonia   | 1:3   | Wietnam   | 23:25 | 17:25 | 25:21 | 19:25 |   |        |   |

### Półfinały
| Data  | Godz. | Drużyna 1        | Wynik | Drużyna 2       | 1     | 2     | 3     | 4     | 5 | Widzów | * |
| ----- | ----- | ---------------- | ----- | --------------- | ----- | ----- | ----- | ----- | - | ------ | - |
| 27.05 | 10:00 | Chiny            | 3:1   | Tajlandia       | 22:25 | 25:22 | 25:10 | 25:23 |   |        |   |
| 27.05 | 13:30 | Korea Południowa | 3:1   | Chińskie Tajpej | 25:16 | 25:13 | 23:25 | 25:15 |   |        |   |

### Mecz o 3. miejsce
| Data  | Godz. | Drużyna 1 | Wynik | Drużyna 2       | 1     | 2     | 3     | 4 | 5 | Widzów | * |
| ----- | ----- | --------- | ----- | --------------- | ----- | ----- | ----- | - | - | ------ | - |
| 28.05 | 10:00 | Tajlandia | 3:0   | Chińskie Tajpej | 25:14 | 25:14 | 25:10 |   |   |        |   |

### Finał
| Data  | Godz. | Drużyna 1 | Wynik | Drużyna 2        | 1     | 2     | 3     | 4 | 5 | Widzów | * |
| ----- | ----- | --------- | ----- | ---------------- | ----- | ----- | ----- | - | - | ------ | - |
| 28.05 | 13:30 | Chiny     | 3:0   | Korea Południowa | 25:21 | 25:21 | 25:21 |   |   |        |   |

## Klasyfikacja końcowa
| Miejsce | Reprezentacja    |
| ------- | ---------------- |
| złoto   | Chiny            |
| srebro  | Korea Południowa |
| brąz    | Tajlandia        |
| 4.      | Chińskie Tajpej  |
| 5.      | Wietnam          |
| 6.      | Japonia          |
| 7.      | Kazachstan       |
| 8.      | Iran             |
| 9.      | Australia        |
| 10.     | Indie            |
| 11.     | Mongolia         |
| 12.     | Filipiny         |
| 13.     | Hongkong         |
| 14.     | Sri Lanka        |

## Nagrody indywidualne
| MVP      | Najlepsza przyjmująca   | Najlepsza atakująca | Najlepsza blokująca | Najlepsza rozgrywająca | Najlepsza libero |
| -------- | ----------------------- | ------------------- | ------------------- | ---------------------- | ---------------- |
| Zhu Ting | Zhu Ting Kim Yeon-koung | Zeng Chunlei        | Pleumjit Thinkaow   | Shen Jingsi            | Nam Ji-yeon      |